# Émile Poulat
Pour les articles homonymes, voir Poulat.
Émile Poulat, né le 13 juin 1920 à Lyon (Rhône) et mort le 22 novembre 2014 à Paris,, est un historien et sociologue français.

## Biographie
Émile Poulat est né le 13 juin 1920 à Lyon dans une famille catholique. Il est âgé de vingt ans, quand le régime de Vichy pactise avec l’occupant nazi. En 1943, obligé de partir en Allemagne pour effectuer le service du travail obligatoire (STO) qu’encouragent les évêques, il refuse et entre dans la clandestinité, change de nom et enseigne les lettres dans un collège de Saint-Gervais (Haute-Savoie). La guerre terminée, Émile Poulat est ordonné prêtre le 30 mars 1945 et milite pour la position des prêtres-ouvriers insoumis à Rome. En 1955, il quitte le clergé et se marie avec Odile Poulat.

### Formation
Docteur en théologie  de l'Université de Fribourg-en-Brisgau en 1950, Émile Poulat a été le cofondateur du premier groupe de sociologie des religions au Centre national de la recherche scientifique (CNRS) dès 1954.
Directeur d'études à l'École des hautes études en sciences sociales, il est ensuite directeur de recherche au CNRS et historien de l'Église catholique contemporaine. Il est en outre directeur et membre des comités de rédaction de plusieurs revues, dont Politica hermetica. Ses recherches portent surtout sur le conflit entre culture catholique et culture moderne dans l'histoire du catholicisme contemporain. Il s’est spécialisé sur la question de la crise moderniste et s'est également intéressé à l'antimaçonnisme, l'antijudaisme et la laïcité. 
Il est docteur honoris causa de l'Université Laval.
En 2008, il publie chez Desclée de Brouwer France chrétienne, France laïque. Ce qui meurt et ce qui naît. Il s'agit d'une série d'entretiens avec Danièle Masson qu'il présente comme son testament « intellectuel et spirituel ».
En parallèle de sa carrière universitaire, il souscrit aux intentions de la communauté Sant’Egidio fondée en 1968 à Rome.

## Publications
- Études sur la tradition française de l'Association ouvrière, Éd. de Minuit, 1955.
- Les cahiers manuscrits de Fourier, Éd. de Minuit, 1957.
- Priests and Workers, An Anglo-French Discussion, SCM Press, 1961.
- Le journal d'un prêtre d'après-demain (1902-1903) de l'Abbé Calippe, Casterman, 1961.
- Histoire, dogme et critique dans la crise moderniste, Casterman, 1962, 1979; Albin Michel, 1996.
- Naissance des prêtres ouvriers, Casterman, 1965.
- Intégrisme et catholicisme intégral, Casterman, 1969.
- Les « Semaines religieuses », Université Lyon-II, 1973.
- Catholicisme, démocratie et socialisme, Casterman, 1977.
- Église contre bourgeoisie. Introduction au devenir du catholicisme actuel, Casterman, 1977.
- Une Église ébranlée (1939-1978), Casterman, 1980.
- Modernistica. Horizons, physionomies, débats, Nouvelles Éditions Latines, 1982.
- Le catholicisme sous observation, entretiens avec Guy Lafon, Le Centurion, 1983.
- Liberté, laïcité. La guerre des deux France et le principe de la modernité, Ed. du Cerf/Cujas, 1988.
- Ère post-chrétienne, Paris, Flammarion, 1994.
- Histoire dogme et critique dans la crise moderniste. Suivi de La réflexion d'Alphonse Dupront, 1962, Albin Michel, 1996.
- avec Claude Ravelet, Henri Desroche, un passeur de frontières, L'Harmattan, 1997.
- La solution laïque et ses problèmes, Berg International, 1997.
- Henri Desroche un passeur de frontière, L'Harmattan, 1997.
- Les Prêtres-Ouvriers, Éditions du Cerf, 1999.
- L'université devant la mystique, Salvator, 1999.
- Deus ex-machina, L'Âge d'Homme, 2002.
- Notre laïcité publique, Berg international, 2003.
- avec Dominique Decherf, Le christianisme à contre-histoire, Éditions du Rocher, 2003.
- avec Dominique Kounkou, Les discriminations religieuses en France, Chrétiens Autrement, 2004.
- La question religieuse et ses turbulences, Paris, Berg international, 2005.
- (dir.) 1905-2005. Les enjeux de la laïcité, avec Alain Bondeelle, Jean Boussinesq, Alain Boyer, Driss El Yazami, Alain Gresh, Michel Morineau, Émile Poulat, Tariq Ramadan, Joël Roman, Michel Tubiana, L'Harmattan, 2005.
- Église contre bourgeoisie, Paris, Berg International, 2006. (réédition)
- avec Jean-Pierre Laurant, L'Antimaçonnisme catholique, Paris, Berg international, 2006.
- La Séparation et les églises de l'Ouest, L'Harmattan, 2006.
- Les diocésaines, La Documentation française, 2007.
- France chrétienne, France laïque, entretien avec Danièle Masson, Desclée de Brouwer, 2008.
- Aux carrefours stratégiques de l'Église de France, Berg International, 2009.
- Scruter la loi de 1905, la République française et la Religion, Fayard, 2010.
- L'histoire savante devant le fait chrétien, Parole et Silence, Essais du Collège des Bernardins, 2014.
- Le Désir de voir Dieu et sa signification pour la théologie française contemporaine, suivi d’un entretien avec Yvon Tranvouez et François Trémolières, Desclée de Brouwer, 2015.

## Distinction
- Officier de la Légion d'honneur (2012)[9].

## Texte en ligne
- Émile Poulat, « Le Saint-Siège et l'action française, retour sur une condamnation: », Revue Française d'Histoire des Idées Politiques, vol. 31, no 1,‎ 1er juin 2010, p. 141–159 (ISSN 1266-7862, DOI 10.3917/rfhip.031.0141, lire en ligne, consulté le 27 février 2025)